# Palau inca de La Porta
El palau inca de La Porta és un antic palau declarat Monument nacional el 13-07-1982, pel decret D.S. 2558.
Se situa a uns 2 km al nord-oest de la localitat dels Los Loros, a la comuna de Tierra Amarilla, de la província de Copiapó, Xile.
Correspon a un recinte de 30 x 40 m, d'1 m d'alçada, aproximadament.

## Origen
N'hi ha diferents versions sobre l'origen:
1. Origen inca Diaguita. Correspondria a un centre administratiu associat a la Fosa inca diaguita de Viña del Cerro, distant a uns 12 km en direcció sud-est.
2. Origen espanyol. Correspondria a la primera urbanització de la ciutat de Copiapó, i es podria tractar del fort fundat el 1548 per Juan Bohón.

Cal dir que el petit palau està envoltat de dos cementeris destinats a enterraments de tipus tumular. Les campanyes d'excavació han posat en evidència que les tombes pertanyen al període mitjà. S'ha descobert, a més, que conserven velles tradicions del jaciment El Molle de Copiapó. Aquestes troballes tiren per terra la teoria que durant molt de temps se sostingué que les restes del lloc corresponien a les ruïnes del fort que Juan Bohón erigí en la seua militar a la vall. Per contra, tot el complex fou realitzat per amerindis anteriors a la invasió hispana.

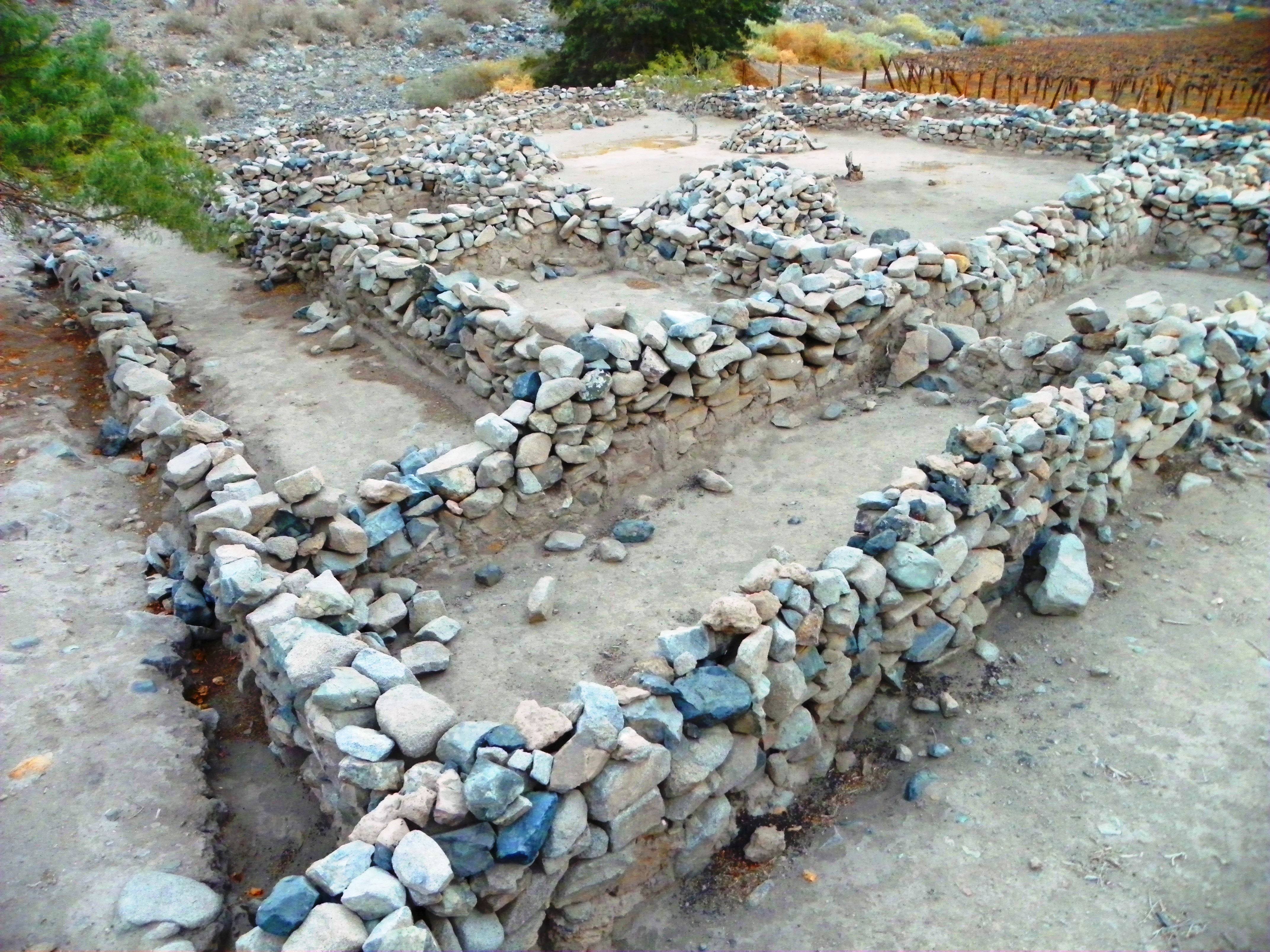
Palau inca La Porta